# 磨料
磨料是指能用於切削、研磨和拋光的材料，可用來製作刀具和磨具，這些材料通常為质地坚硬礦物，例如金剛石、石英砂、剛玉，此外還有人造磨料。

## 种类
- 刚玉（Al2O3）是最常用的磨料。
- 锆刚玉是以氧化铝、氧化锆为原料在电弧炉中经2000℃以上高温冶炼而成。其中二氧化锆（ZrO2）的含量介于10~40%之间。锆刚玉比普通刚玉更适合高压研磨，可提高效率。
- 碳化硅可耐1600°C高温，比刚玉更硬、更脆。
- 氮化硼硬度仅次于金刚石，但耐高温性优于金刚石。
- 钻石的硬度是天然物质中最高的，但高速使用粉末状金刚石加工铁合金时效果不佳。这是因为高速会在铁与金刚石中的碳之间产生反应，从而使碳可溶于铁。 结果是钻石将很快磨损，难以维护。钻石粉又叫“金刚石微粉”，一般为灰白色，被广泛应用于适用于高硬度的非金属脆硬材料如硬质合金、陶瓷、玻璃、晶体等的精磨、研磨、抛光、精抛和超级抛光。

## 形式
磨料有各种形状。天然磨料通常以矩形石块的形式出售。也可以粘结或涂层磨料的形式出现，包括块状，带状，盘状，轮状，片状，棒状和疏松状。

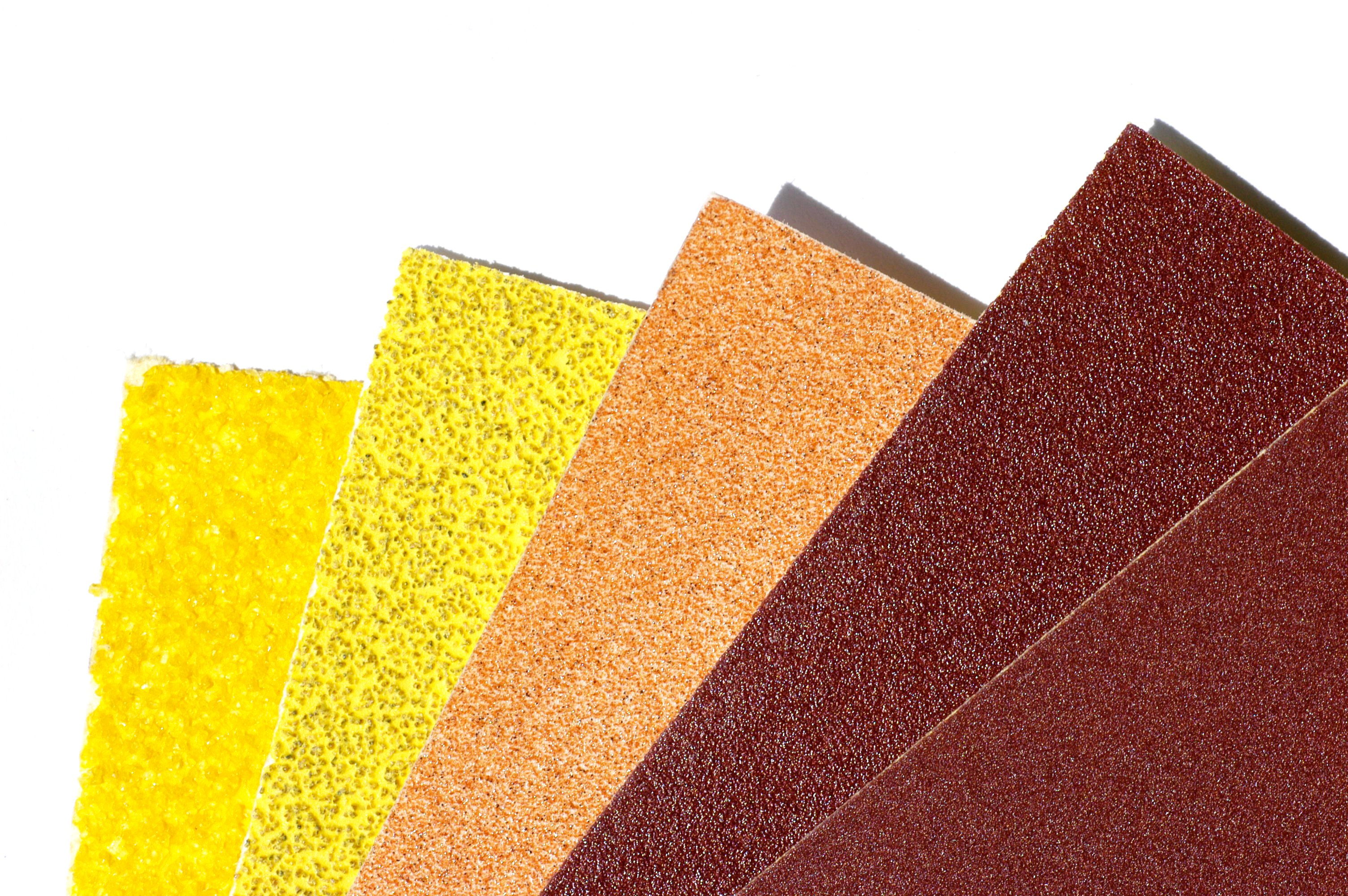
不同粗糙度的砂纸
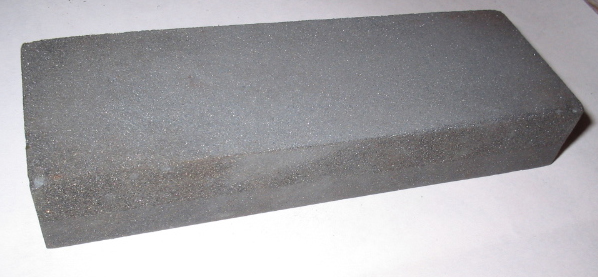
磨刀石
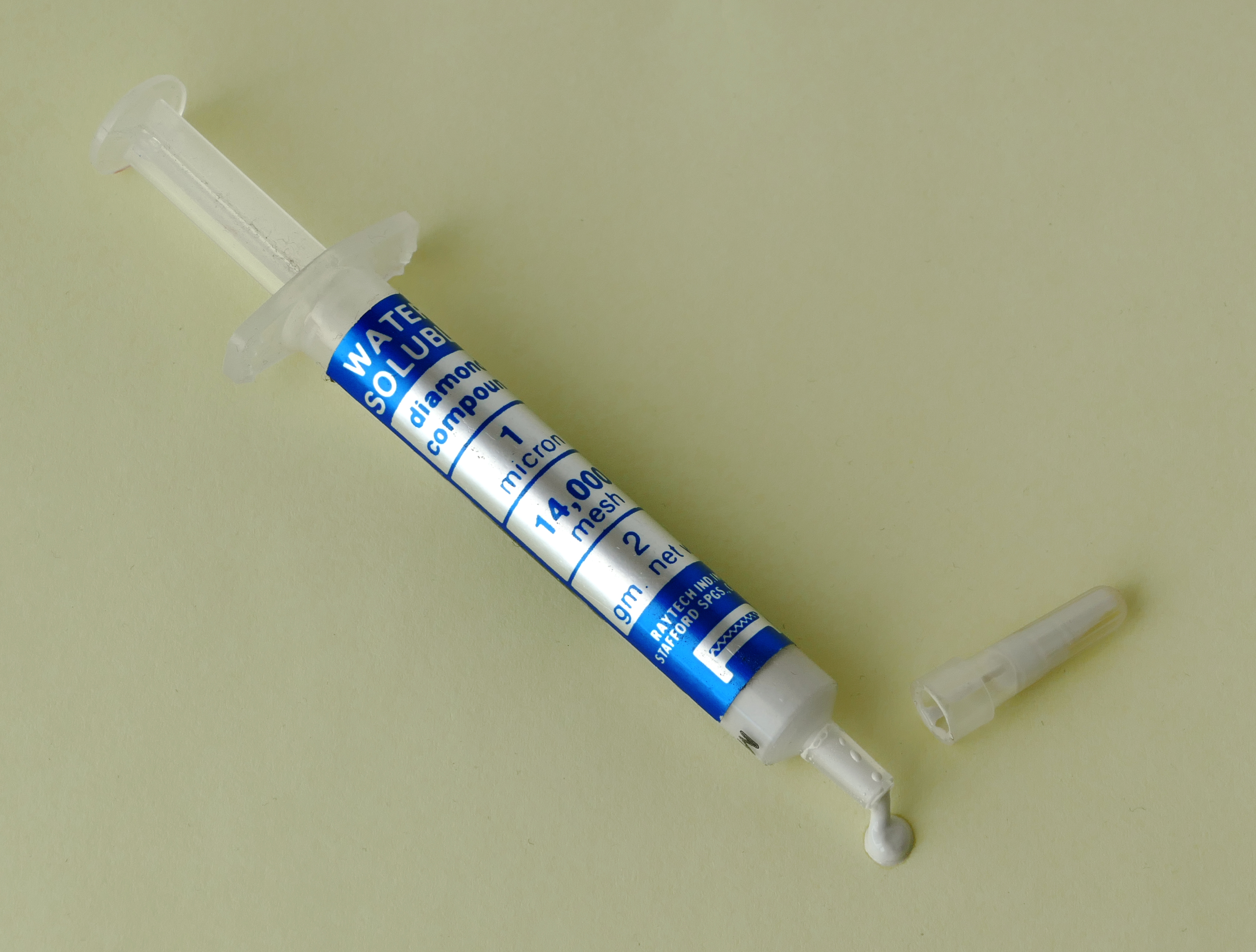
钻石粉